# Cornelis Symonsz van der Schalcke
Cornells Symonsz van der Schalcke, född 1611 i Haarlem, död där 1671, var en holländsk landskapsmålare.
van der Schalcke var sergeant i Haarlems skyttegille, i vilken egenskap han av Frans Hals avmålats i ett av dennes berömda skyttestycken, och klockare i Haarlems S:t Bavos i vars sakristia en stor målning av hans hand, Utsikt över Blomendael, förr hängde. 